# Mittelmeerfeldzug von 1798
Der Mittelmeerfeldzug von 1798 war eine Reihe größerer Seeoperationen im Umfeld eines französischen Expeditionskorps, das während der französischen Revolutionskriege unter Napoleon Bonaparte nach Ägypten entsandt wurde. Napoleon plante, das Land zu erobern und die britische Einflusssphäre in Indien zu bedrohen. Auch sollte so Tipu Sultan als etablierter Gegner der Britische Ostindien-Kompanie unterstützt werden, um Großbritannien zum Friedensschluss zu zwingen. Im Mai 1798 verließ Napoleons Flotte mit über 40.000 Soldaten Toulon und segelte über das Mittelmeer nach Südosten. Das erste Ziel war die Insel Malta, von wo aus das zentrale Mittelmeer kontrolliert werden konnte. Nach der Besetzung der Insel wurde Kurs auf Ägypten genommen.
Auf der Gegenseite verfolgte Konteradmiral Horatio Nelson mit einem Geschwader die Franzosen. Als dieser von der Eroberung von Malta erfuhr, schlussfolgerte er richtigerweise, dass Ägypten das nächste Ziel ist, und segelte nach Alexandria. In der Nacht des 22. Juni 1798 überholte er die französische Flotte, ohne sie zu entdecken, und erreichte Ägypten als Erster. Da er Napoleon nicht finden konnte, setzte er die Suche in Richtung Sizilien fort und erreichte die Insel am 19. Juli. Währenddessen erreichte Napoleon Alexandria, stürmte die Stadt, eroberte die Küste und marschierte mit seiner Armee ins Landesinnere. Als Nelson die Nachricht von der französischen Invasion erhielt, kehrte er nach Ägypten zurück. Er stellte und besiegte die französische Flotte am 1. August in der Bucht von Aboukir.
Durch die Niederlage der Französischen Marine im Mittelmeer wurden andere Nationen ermutigt, sich der Zweiten Koalition anzuschließen und gegen Frankreich in den Krieg zu ziehen. Portugal, das Königreich Neapel, das Russische Reich und das Osmanische Reich entsandten in der Folge Truppen in das Mittelmeer. Die Russen und die Türken beteiligten sich an der Blockade Ägyptens und an Operationen in der Adria, während die Portugiesen die Belagerung Maltas unterstützten. Nelson, der in der Schlacht verwundet worden war, ermutigte König Ferdinand von Sizilien zum Krieg mit Frankreich. Im westlichen Mittelmeer setzte Vizeadmiral John Jervis als Kommandant der britischen Mittelmeerflotte Truppen gegen Menorca ein, eroberte die Insel zurück und machte sie zu einem wichtigen Flottenstützpunkt.

## Hintergrund

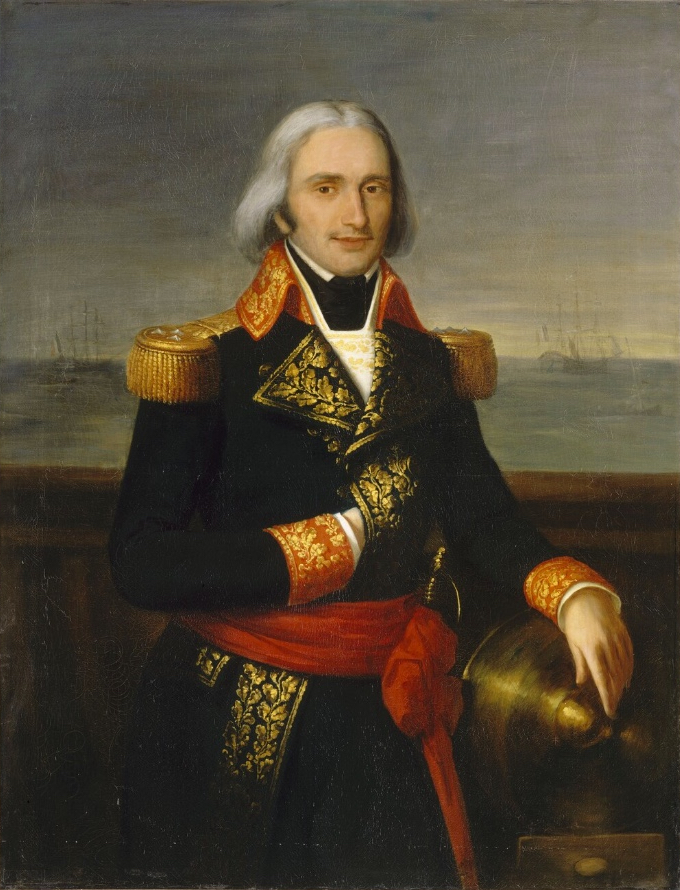
François-Paul Brueys d'Aigalliers

Zu Beginn des Jahres 1798 war der Erste Koalitionskrieg zu Ende gegangen und die französische Kontrolle über Norditalien, einen Großteil der Niederlande und das Rheinland durch den Frieden von Campo Formio bestätigt worden. Von allen europäischen Großmächten, die sich einst gegen die Französische Republik verbündet hatten, blieb nur Großbritannien feindlich gesinnt. Daher war das Direktorium als Regierung Frankreichs entschlossen, den eigenen Status in Europa durch die Beseitigung Großbritanniens zu festigen. Man plante eine Reihe von Invasionen auf den Britischen Inseln und beauftragte den 28-jährigen General Napoleon Bonaparte, der im Jahr zuvor die Österreicher in Italien besiegt hatte, mit der Führung der in Boulogne aufgestellten Armée d’Angleterre. Die Starke Präsenz der Royal Navy im Ärmelkanal und unzureichendes Material auf französischer Seite machten eine Invasion jedoch aussichtslos.
Im Frühjahr 1798 verließ Napoleon daraufhin die Grafschaft Boulogne und kehrte nach Paris zurück, wo er berichtete, dass die anhaltende britische Vorherrschaft in den nordeuropäischen Gewässern eine Invasion in naher Zukunft unmöglich mache. Da Operationen im Norden nicht möglich waren, richtete Napoleon seine Aufmerksamkeit auf Toulon im Süden, die wichtigste französische Hafenstadt am Mittelmeer. Dort wurde eine Armee und Flotte für ein noch nicht öffentliches benanntes Ziel aufgestellt. Zeitgenössische Kommentatoren kolportierten eine Vielzahl an Intentionen, darunter Großbritannien, Sizilien, Malta und die Krim. Das eigentliche Ziel der Expedition war jedoch Ägypten, welches ein wichtiges Glied in der Kommunikationskette zwischen Großbritannien und der wirtschaftlich lebenswichtigen Kolonie Indien darstellte. Napoleon betrachtete die Einnahme Ägyptens als zentralen Schritt, um die massiven wirtschaftlichen Vorteile Großbritanniens aus dem Handel mit Indien zog, zu neutralisieren. Großbritannien sollte so zu Zugeständnissen gezwungen und dessen Position nachhaltig geschwächt werden. Im August 1797 schrieb Napoleon zum Thema: „Die Zeit ist nicht mehr fern, in der wir spüren werden, dass wir, um England wirklich zu zerstören, Ägypten einnehmen müssen“. Die Einnahme Ägyptens hätte den Franzosen die Kontrolle über das östliche Mittelmeer und das Rote Meer mit den dortigen Handelsrouten verschafft, was zu erheblichen Einbußen für die britische Wirtschaft geführt hätte. Außerdem hätte auf eine erfolgreiche Invasion Ägyptens ein direkter Angriff auf britisches Territorium in Indien folgen können.
Mit Mittelmeerraum hatte sich bereits 1796 Frankreich mit Spanien verbündet und zwangen die Royal Navy bis 1798 kontinuierlich, die Präsenz in der Region zu reduzieren. Durch diese Entwicklung, verbunden mit einem drohenden Aufstand in Irland, gelangte Napoleon zu der Überzeugung, dass England nicht in seine Pläne eingreifen konnte, selbst wenn es diese frühzeitig erkennen würde. Mit der Aussicht auf eine ungehinderte Überfahrt gab Napoleon den Befehl, eine Flotte von dreizehn Linienschiffen unter Vizeadmiral François-Paul Brueys d’Aigalliers sowie 400 Transportschiffen mit 35.000 Soldaten an Bord in See stechen zu lassen. Napoleon selbst verließ am 3. Mai Paris und traf fünf Tage später in Toulon ein, um die letzten Vorbereitungen zu überwachen. Am 9. Mai zog er vor der versammelten Armee Bilanz und verkündete in einer Rede, dass die Expedition in ein nicht näher bezeichnetes fremdes Land gehen würde. Die Rede wurde von seinen Soldaten mit Begeisterung aufgenommen. Eine überarbeitete Fassung erschien anschließend im Le Moniteur Universel und wurde als Plakat in Frankreich verbreitet. Aufgrund ungünstiger Winde gelang es der französischen Flotte allerdings erst am 19. Mai, auszulaufen.
Die französischen Vorbereitungen in Toulon und entlang der Mittelmeerküste blieben London nicht verborgen. Aber trotz der anhaltenden Bemühungen britischer Agenten in Frankreich war das Ziel der französischen Flotte weiterhin unklar. Zur Aufklärung wurde Vizeadmiral John Jervis, dem Befehlshaber der britischen Mittelmeerflotte, von der Admiralität der Befehl erteilt, ein Geschwader unter dem Kommando von Konteradmiral Horatio Nelson zu entsenden. Nelson war kurz zuvor zur Flotte zurückgekehrt, nachdem er sich in Großbritannien vom Verlust eines Arms in der Schlacht von Santa Cruz de Tenerife im Juli 1797 erholt hatte.
Jervis hatte bereits eine Expedition nach Toulon geplant und so verließ Nelson am 2. Mai auf der HMS Vanguard den Tejo. Jervis war erleichtert darüber, Nelson das Kommando über die Mission übertragen zu können, und bekannte, dass „die Ankunft von Admiral Nelson mir neues Leben eingehaucht hat ... seine Anwesenheit im Mittelmeer ist unerlässlich“. Die Bevorzugung von Nelson gegenüber den ranghöheren Admirälen William Parker und John Orde löste einen Proteststurm aus, der schließlich darin gipfelte, dass John Orde den Vizeadmiral Jervis zu einem Duell herausforderte und daraufhin nach Großbritannien zurückbeordert wurde. Am 9. Mai vereinigten sich die Linienschiffe HMS Alexander und HMS Orion, die Fregatten HMS Emerald und HMS Terpsichore, sowie die Schaluppe HMS Bonne Citoyenne in Gibraltar mit Nelsons Geschwader und segelten gemeinsam ins Mittelmeer. Obwohl er im Schutze der Dunkelheit aufbrach, wurde Nelsons Geschwader von den spanischen Streitkräften in Cádiz beobachtet, die daraufhin mehrere Schüsse abgaben, aber nur geringen Schäden verursachten.
Nachdem die Briten am 21. Mai die Îles d’Hyères in der Nähe von Toulon erreicht hatten, gerieten sie in einen schweren Sturm der die Fregatten vom Rest des Geschwaders trennte. Gleichzeitig wurde die HMS Vanguard stark beschädigt und musste für Reparaturen nach San Pietro gebracht werden.

## Schauplatz Malta
Auf Französischer Seite verließ Napoleons Flotte am 19. Mai Toulon, folgte der Küste der Provence nach Genua und segelte von dort aus in südlicher Richtung nach Korsika. Der Konvoi blieb bis zum 30. Mai in Sichtweite der Ostküste der Insel, überquerte die Straße von Bonifacio und folgte der Küste Sardiniens in der Erwartung, sich mit 56 weiteren Schiffen aus Civitavecchia zu vereinigen. Am 3. Juni erreichte Napoleon die Nachricht von der Anwesenheit der Briten vor Sardinien, woraufhin er ein Geschwader entsandte, um die Lage zu erkunden. Nachdem man die Briten dort jedoch nicht angetroffen hatte, gab Napoleon den Befehl, nicht länger auf die Verstärkung aus Civitavecchia zu warten. Er ließ seine Flotte nach Südosten abdrehen und sie passierte am 7. Juni Mazara sowie Pantelleria. Als Napoleon dort erfuhr, dass die Briten ihn verfolgen, ließ er Kurs auf Malta nehmen, wo er am 9. Juni eintraf. Mit Ankunft auf der Insel gelang nun auch die Vereinigung der Hauptflotte mit den Schiffen aus Civitavecchia.
Auf Britischer Seite hatten die Reparaturen an der HMS Vanguard in San Pietro nur vier Tage gedauert und Nelsons Geschwader konnte am 27. Mai nach Toulon aufbrechen, wo es am 31. Mai eintraf. Nelson hatte bereits durch ein gekapertes Handelsschiff aus Marseille vom Auslaufen der französischen Flotte erfahren, aber ohne Verstärkung oder Kenntnis des Ziels konnte er die Verfolgung nicht beginnen. Am 5. Juni traf die Brigg HMS Mutine bei Nelson vor Toulon ein und meldete, dass eine britische Flotte bestehend aus zehn Linienschiffen, die Admiral Jervis am 24. Mai entsandt hatte, nur noch wenige Tage entfernt sei. Jervis, der auf dringenden Befehl aus London handelte, hatte sich dafür entschieden, seine Flotte aufzuteilen. Während ein Teil Nelson unterstützen sollte, verblieb der Rest im Raum um Cádiz, um etwaigen Aktionen der Spanischen Marine begegnen zu können. Am 7. Juni vereinigten sich die Verstärkung mit Nelson, womit ihm nun 13 Linienschiffe und ein Schiff des vierten Ranges zur Verfügung standen.

### Französische Invasion Maltas
Am 9. Juni erreichte Napoleon Malta. Er verlangte von Ferdinand von Hompesch zu Bolheim, dem Großmeister des Johanniterordens, zur Versorgung Zugang für seine Flotte zum Hafen. Zu Bolheim erlaubte aus Angst vor einer Invasion aber jeweils nur zwei Schiffen gleichzeitig das Einlaufen. Dieses Vorgehen hätte eine unnötig lange Umschlagzeit im Angesicht der Gefahr eines britischen Angriffs bedeutet. Daher eröffneten die Franzosen das Feuer auf die Verteidigungsanlagen und Napoleon ließ am 11. Juni unter dem Kommando von General Louis Baraguey d’Hilliers an sieben Orten rund um Malta Soldaten anlanden. Unter dem Beschuss von circa 2.000 maltesischen Verteidigern kam es im westlichen Teil der Insel 24 Stunden lang zu Gefechten, bis General Claude-Henri Belgrand de Vaubois in Mdina einmarschierte, während sich die Verteidiger in die Festung Valletta zurückzogen. Es folgten Verhandlungen, in denen zu Bolheim und die Johanniter zustimmten, Malta gegen eine Entschädigung in Höhe von 3 Millionen Francs aufzugeben. Im Gegenzug erhielt Napoleon Zugriff auf die gesamte maltesische Inselgruppe, einschließlich der Festungen, der militärischen Ausrüstung der maltesischen Marine und des Heeres, sowie den gesamten Besitz der römisch-katholischen Kirche auf Malta. Hintergrund dieser Entscheidung war nicht zuletzt auch die Situation der Malteser, deren Position bereits durch die große Zahl von Franzosen, die dem Orden angehörten und sich weigerten, gegen Napoleon zu kämpfen, stark geschwächt wurde. Zudem hatten die Umwälzungen der Französischen Revolution die Einkünfte des Ordens – die nicht unwesentlich von Adligen kamen – deutlich reduziert. Nach der erfolgreichen Übernahme Maltas gab Napoleon seinen Truppen schließlich am 12. Juni das Ziel der Expedition bekannt und am 19. Juni 1798 stach er in Richtung Alexandria in See. Um die Position des Konvois weiterhin geheim zu halten, ordnete der Befehlshaber von Napoleons Flotte, Admiral d'Aigalliers, an, alle Handelsschiffe in Sichtweite zu beschlagnahmen und festzusetzen. Auf Malta ließ Napoleon General Vaubois und 4.000 Mann zurück, um die Insel als Stützpunkt im zentralen Mittelmeers zu halten.

### Nelsons Suche

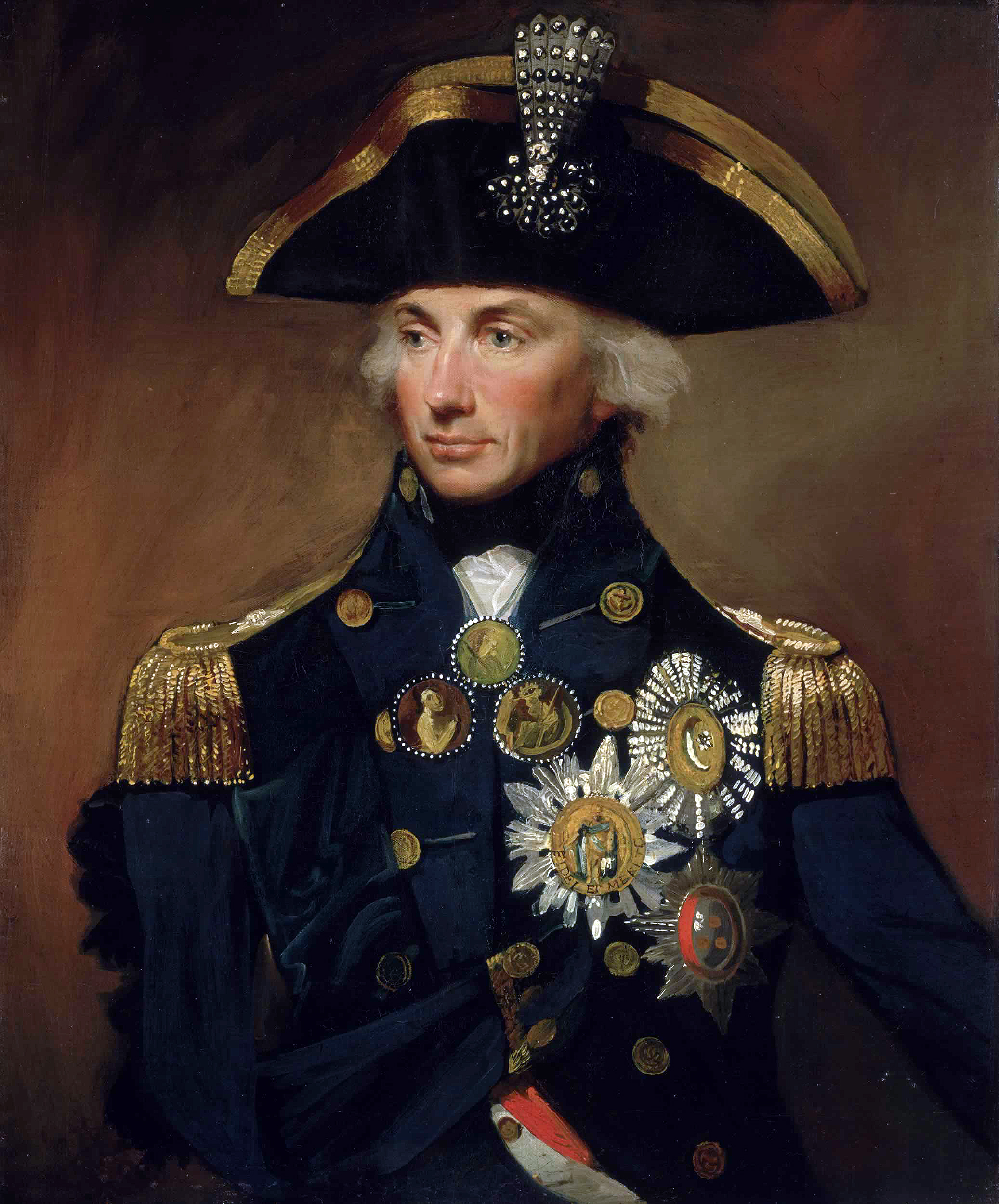
Vizeadmiral Horatio Nelson

Nelson, der durch eine Flaute bis zum 10. Juni 1798 behindert wurde und die französischen Absichten immer noch nicht kannte, segelte zunächst an der korsischen Küste entlang, bevor er am 12. Juni vor Elba ankerte und die HMS Mutine nach Civitavecchia schickte, um Informationen einzuholen. Im Anschluss führte ihn seine Suche weiter nach Süden, bis er Hinweise erhielt, dass die Franzosen vor Trapani gesehen worden seien und bei Syrakus vor Anker lägen. Am 17. Juni ging Nelson seinerseits bei den Pontinischen Inseln vor Anker. Er bat den dortigen britischen Botschafter William Hamilton um weitere Informationen. Diesem war durch den neapolitanische Premierminister John Acton bereits bekannt, dass Napoleons Ziel Ägypten war. Jedoch gab der Botschafter nur die Aussage wieder, dass die Französische Flotte Sardinien passiert hatte und wahrscheinlich auf Malta zulief, mutmaßlich, weil er der Informationsquelle selber nicht traute. Entsprechend setzte Nelson Kurs auf die Insel und passierte am 20. Juni die Straße von Messina. Am 22. Juni erhielt Nelson die Nachricht, dass die französische Flotte Malta am 16. Juni verlassen hätte und nach Süden gesegelt sei. Tatsächlich waren die Franzosen aber erst drei Tage später aufgebrochen, so dass sich die Flotten bis auf 60 sm (111 km) annäherten. Gemeinsam mit seinen Offizieren einigte sich Nelson auf Ägypten als wahrscheinlichstes Ziel Napoleons und es wurde Kurs auf Alexandria gesetzt. Erst durch die Kaperung der auf ihrem Weg von Malta nach Toulon befindlichen französischen Fregatte Sensible am 26. Juni erhielt er gesicherte Informationen über die französischen Absichten.

## Schauplatz Ägypten

### Ankunft in Alexandria
Auf britischer Seite stellte sich während der Überfahrt von Sizilien nach Alexandria das Fehlen von wendigen und im Vergleich zu den großen Linienschiffen schnellen Fregatten als Defizit heraus. So konnten an den Flanken der Armada keine Späher für einen breiteren Suchradius abgestellt werden, ohne die Gruppe aufzuteilen und damit deren Schlagkraft zu vermindern. Auch als am 22. Juni vier Segel in südöstlicher Richtung gesichtet wurden, befahl Nelson seinen Schiffen die unbeirrte Weiterfahrt, da er davon ausging, dass die Franzosen fünf Tage voraus waren und er Alexandria so schnell wie möglich erreichen wollte. Tatsächlich wären es Kundschafter der französischen Hauptflotte gewesen. Auf der Gegenseite hatten die Schiffe die britische Flotte gesichtet und ihre Anwesenheit Napoleon gemeldet. Dieser änderte daraufhin die Richtung seines Konvois leicht nach Norden. In der Folge passierte Nelsons Flotte in der Nacht bei dichtem Nebel die Franzosen östlich von Malta. Obwohl Nelson so nahe war, dass seine Signalschüsse an Bord der Orient vernommen wurden, konnten seine Ausgucke die französischen Schiffe nicht ausmachen. Am 28. Juni erreichte die HMS Mutine als erstes Schiff der Briten Alexandria und fand die französische Flotte nicht im Hafen vor. Nach der Ankunft der Hauptflotte wurde versucht, mit dem britischen Konsul George Baldwin Kontakt aufzunehmen. Dies scheiterte jedoch, da dieser kurz zuvor die Stadt verlassen hatte. Da das Osmanische Reich auf die Wahrung seiner Neutralität bedacht war, erschöpften sich für Nelson die offiziellen Informationsquellen. Es folgte lediglich noch eine vor den Franzosen warnende Nachricht an den Gouverneur der Provinz, Sayyid Muhammad Kurayyim, worauf dieser erwiderte, weder den Briten noch den Franzosen Zugang zum Hafen und der Küste gewähren zu wollen. Gleichzeitig wies er die britischen Warnungen zurück: „Es ist unmöglich, dass die Franzosen in unser Land kommen. Sie haben hier nichts zu suchen, und wir befinden uns nicht im Krieg mit ihnen.“ Als bis zum Morgen des 29. Juni 1798 immer noch kein Zeichen der Franzosen zu sehen war, beschloss Nelson, nach Nordosten umzukehren und seine Suche im zentralen Mittelmeer mit Richtung Korfu fortzusetzen.

### Ägyptenfeldzug

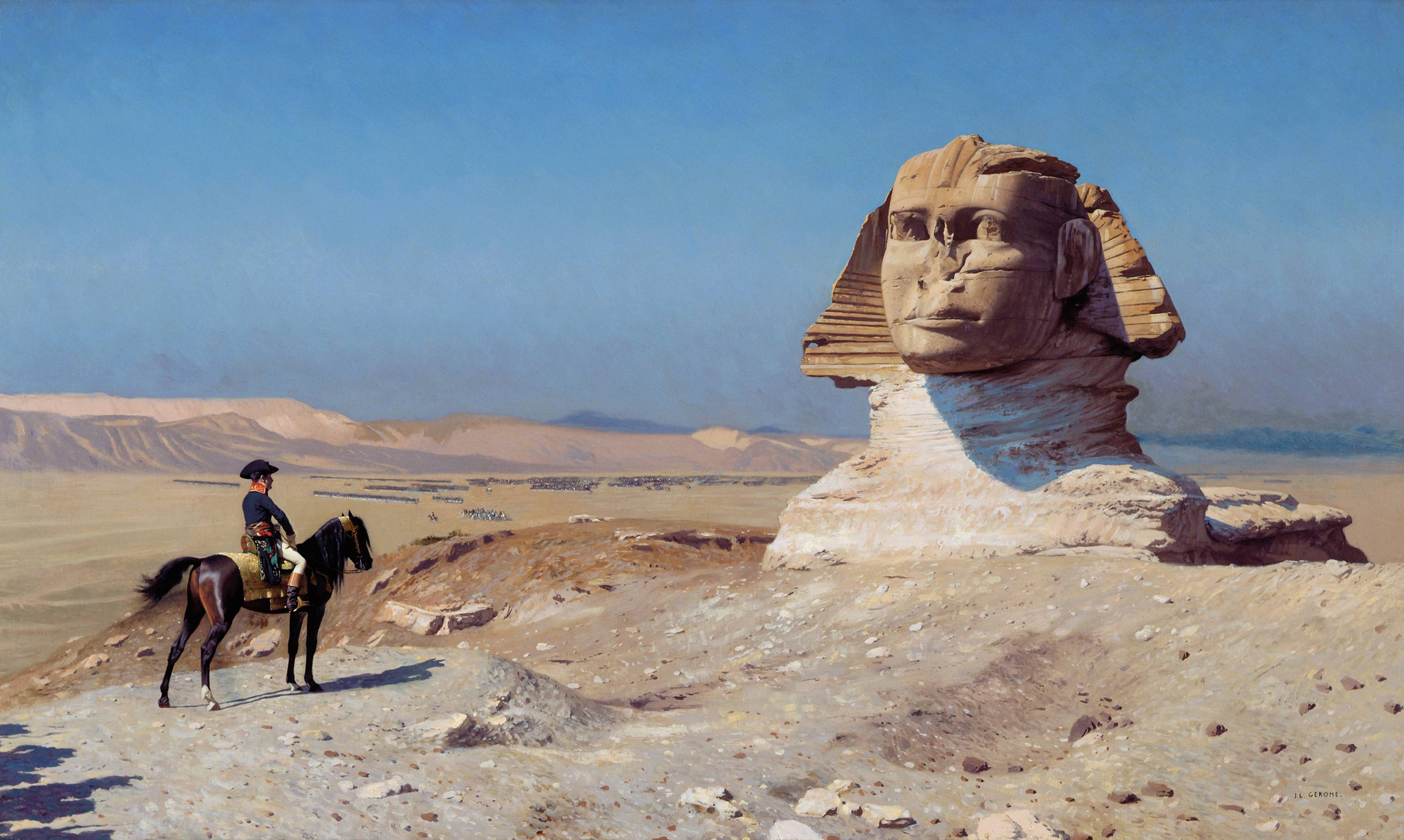
Bonaparte vor der Sphinx

Napoleons Flotte passierte am 30. Juni Kreta am Kap Durazzo und erreichte Alexandria am nächsten Morgen. Dort erfuhr er durch den französischen Konsul Charles Magallon von Nelsons Aufenthalt.
Ebenfalls wurde ihm Kurayyims Weigerung mitgeteilt, den Franzosen die Landung zu gestatten. Da er befürchtete, dass Nelson zurückkehren könnte, während sich seine Männer noch auf den Transportschiffen befanden, gab Napoleon den Befehl sofort mit der Landung zu beginnen und die Soldaten verließen in der Mirabou-Bucht nahe der Qāitbāy-Zitadelle die Schiffe.
Am 2. Juli gegen 8:00 Uhr morgens erreichten die Franzosen Alexandria. Napoleon befahl den sofortigen Angriff und nach etwa drei Stunden ergab sich die Stadt. Anschließend übertrug er General Jean Baptiste Kléber das Kommando über die Stadt und Konteradmiral Pierre Dumanoir Le Pelley das Kommando über den Hafen. Da die Einfahrten zum Ankerplatz nicht tief genug waren, um den Hauptteil der französischen Flotte aufzunehmen, befahl Napoleon seinem Admiral d’Aigalliers, mit einem Geschwader in die breitere Bucht von Aboukir, 20 sm (37 km) nordöstlich von Alexandria, zu segeln. Falls er diesen Ankerplatz für zu unsicher wäre sollte d’Aigalliers nach Korfu weiter segeln und nur leichte Schiffe zurückzulassen, die im Hafen von Alexandria ankern könnten. In Aboukir angekommen diskutierte d’Aigalliers mit seinen Offizieren wie zu verfahren sei, falls Nelson sie in der Bucht entdecken würde. Konteradmiral Armand Blanquet sprach sich dafür aus den Briten entgegen zu segeln, wurde aber überstimmt. Letztlich ordnete d’Aigalliers das Ankern der Schiffe in Schlachtlinie in der Bucht an. Am 21. Juli tauchten zwei britische Fregatten vor Alexandria auf um die Bewegungen der Franzosen zu beobachten. Zur Verwirrung der landseitigen Franzosen zeigten sie Französische Beflaggung und drehten alsbald wieder ab. Als d’Aigalliers davon erfuhr, kam er zu dem Schluss, dass keine unmittelbare Gefahr eines Angriffs bestand und unterließ Vorkehrungen für einen möglichen Angriff.
Nelson, der am selben Tag an dem die ersten französischen Schiffe vor Alexandria eintrafen nach Nordosten gesegelt war, erreichte am 4. Juli die Türkei und drehte nach Westen in Richtung Sizilien ab. Am 5. Juli verzögerte ein Sturm die Weiterreise. Es folgte die Überfahrt nach Palermo, wo Proviant aufgenommen werden musste. Hier wurde Nelsons Schiffe jedoch mit Verweis auf einen zwischen Frankreich und Sizilien im Jahr 1796 geschlossenen Vertrag abgewiesen, dem gemäß nur jeweils zwei britische Schiffe zeitgleich einen Hafen betreten dürfen. Erst die Intervention von Lady Hamilton – der Frau des Botschafters in Neapel und späteren Mätresse von Nelson – bei der neapolitanischen Königin ermöglichte am 19. Juli 1798 die Versorgung in Syrakus. Von Sizilien führte Nelsons Suche ihn in Richtung Peloponnes; nachdem er in Syrakus Hinweise auf Syrien oder Ägypten als Napoleons endgültiges Ziel erhalten hatte. Dort erfuhr er, dass die Franzosen Anfang des Monats von Kreta aus nach Süden gesegelt seien. Mit dieser ersten eindeutigen Bestätigung setzte Nelson erneut Kurs auf Alexandria.

### Seeschlacht bei Abukir

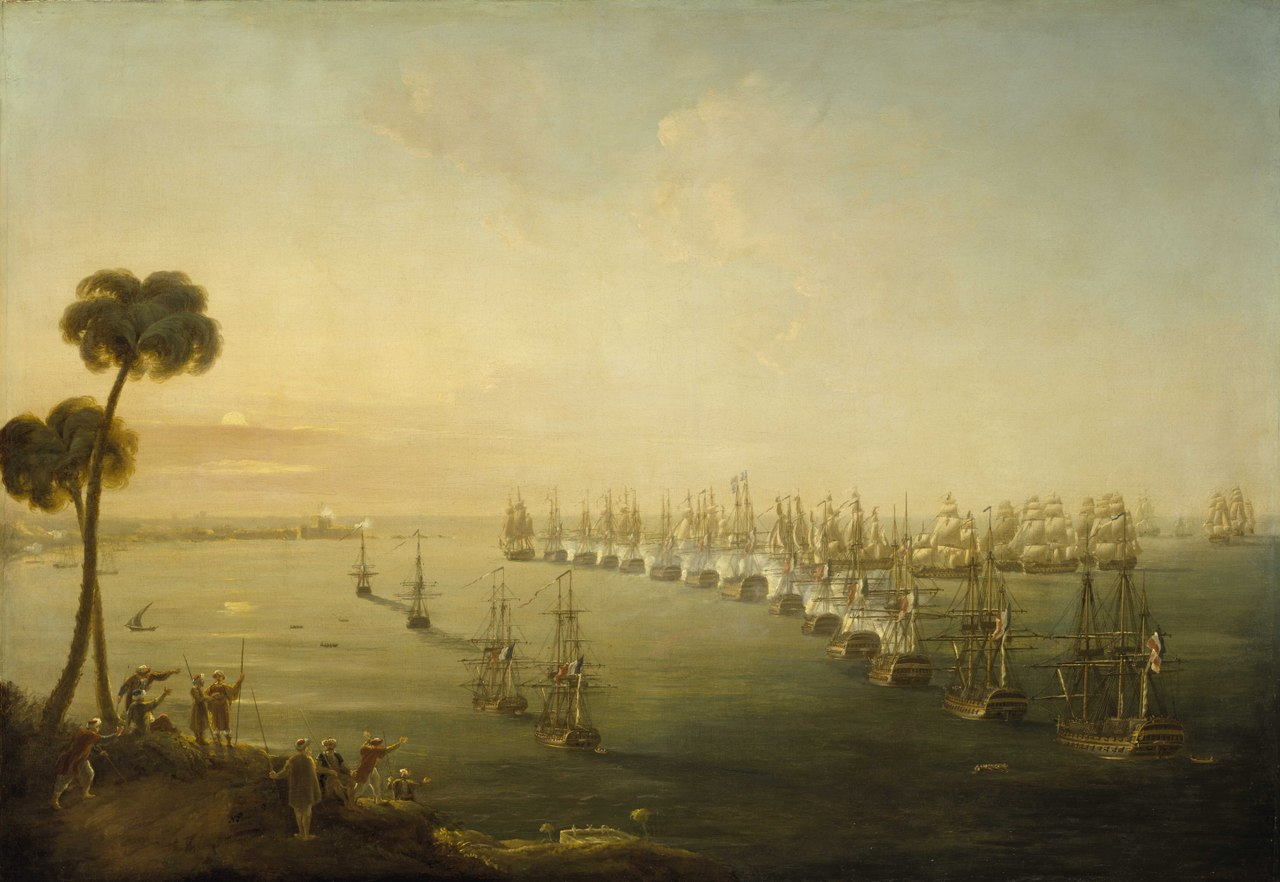
Abukir am 1. August 1798

Am 1. August erreichte Nelsons Flotte die ägyptische Küste. Die HMS Swiftsure und HMS Alexander wurden als Späher abkommandiert, um den Hafen von Alexandria zu untersuchen. Doch bis auf die Transportschiffe war der Hafen leer. Trotz der anfänglichen Enttäuschung befahl Nelson seinen Schiffen, die Küste abzusuchen und um 14.00 Uhr sichteten die HMS Zealous die Franzosen in der Bucht von Aboukir. D’Aigalliers, Kommandant der Franzosen, ging davon aus, dass seine im vorderen Teil der Flotte stehenden Schiffe durch Untiefen im Norden und Westen geschützt sind. Er erwartete einen Angriff der Briten auf das Zentrum und den hinteren Teil seiner Schlachtordnung. Daher platzierte er dort seine stärksten Schiffe und plante mit den vorderen Schiffen einen Gegenangriff, für den der Nordostwind günstig stand. Außerdem ging er von einem Angriff am nächsten Morgen aus da die Dämmerung näher rückte. Das würde auch für genug Zeit für Vorbereitungen geben und ließ die die Möglichkeit offen, in der Nacht zu entkommen und somit Napoleons Befehl zu befolgen, wonach eine direkte Konfrontation mit der britischen Flotte zu vermeiden sei.
Dem Gegenüber war Nelson entschlossen seinen Angriff sofort zu beginnen. Er befahl seinen Schiffen unmittelbar vorzurücken. Dabei waren die Briten ohne eine genaue Karte der Bucht gezwungen vorsichtig zu agieren. Nelson gab Anweisung fortwährend die Wassertiefe zu messen, während sich die Flotte den Franzosen näherte. Um 18:20 Uhr, als die britischen Schiffe HMS Goliath und Zealous die nördliche Untiefe umrundeten, eröffneten die führenden französischen Schiffe Guerrier und Conquérant das Feuer. Zu diesem Zeitpunkt offenbarte sich ein weiterer Fehler in der Verteilung von d’Aigalliers Kräften: Der Abstand des vordersten Schiffes Guerrier zu den Untiefen im Norden ließ eine Lücke. Die HMS Goliath nutzte diese, beharkte das Heck der Guerrier mit einer Breitseite und griff anschließend das zweite Schiff der französischen Linie, die Conquérant, an. Die britische HMS Zealous fuhr als Nächstes durch die Lücke und attackierte ebenfalls die Guerrier, dicht gefolgt von der HMS Orion, der HMS Theseus und der HMS Audacious. Das Feuer der Schiffe konzentrierte sich so auf die ersten vier französischen Schiffe der Linie.
Gleichzeitig brachten sich die HMS Vanguard und die HMS Minotaur an Steuerbord der französischen Vorhut in Stellung und nahmen die französischen Schiffe in ein Kreuzfeuer. Das Ergebnis war für die vorderen Franzosen fatal. Parallel griffen die HMS Bellerophon und die HMS Majestic das französische Zentrum an. In Unterzahl und angesichts der massiven Breitseiten der französischen Schiffe Orient, Franklin und Tonnant erlitten beide britischen Schiffe schwere Schäden und die HMS Bellerophon trieb manövrierunfähig ab. Um 19:00 Uhr setzte die Dunkelheit ein und gegen 20:00 Uhr signalisierte die französische Vorhut ihre Kapitulation. Aber auch die Briten hatten ernste Schäden erlitten: Die HMS Vanguard und die HMS Goliath waren schwer getroffen worden. Die HMS Bellerophon verlor ihre Masten, der Kapitän der HMS Majestic, George Blagden Westcott, wurde getötet und Nelson hatte eine schwere Kopfwunde erlitten.
Kurz nach 20:00 Uhr griffen die nachfolgenden Schiffe HMS Swiftsure, HMS Alexander und HMS Leander das französische Zentrum an. Sie verursachten schwere Schäden an der Franklin und töteten Admiral d’Aigalliers auf dem Achterdeck durch einen Kanonenschuss. Um 21:00 Uhr brach an Bord der Orient ein Feuer aus, das sich rasch ausbreitete. Um 22:00 Uhr explodierte das gesamte Schiff und schleuder brennende Wrackteile auf die umliegenden Schiffe. In den darauf folgenden zehn Minuten fiel kein einziger Schuss, während die nächstgelegenen Schiffe mit Folgebränden  kämpften und die weiter entfernten unter Schock verharrten. Das erste Schiff, das die Feindseligkeiten wieder aufnahm, war die französische Franklin. Zwischen den Briten HMS Leander und HMS Swiftsure positioniert musste sie jedoch bereits gegen Mitternacht kapitulieren. Nach einer kurzen Gefechtspause flammten die Kampfhandlungen am Morgen des 2. August um 04:00 Uhr wieder auf. Die französische Seite begann mit dem Rückzug. Bis 11:00 Uhr konnte der verbliebene Konteradmiral Pierre de Villeneuve mit den noch seetüchtigen Schiffen zum offenen Meer entkommen. Es verblieben noch die auf Grund gelaufenen Heureux und die Mercure welche sich ergaben. Ebenso kapitulierten die Tonnant und die Timoléon wurde von ihrer Besatzung in Brand gesetzt. Am 3. August entsandte Nelson die HMS Theseus und die HMS Leander, um die Zerstörung der französischen Flotte zu vollenden.

## Folgen der britischen Seehoheit

### Entwicklung vor Alexandria
Mit Ausnahme der Guillaume Tell, der Généreux, der Diane und der Justice war die französische Mittelmeerflotte vernichtet worden. Neun von elf Linienschiffen sowie zwei Fregatten waren gekapert oder zerstört worden. Die französischen Verluste beliefen sich auf mehr als 3.000, möglicherweise sogar 5.000, Tote und Verletzte, während die britischen Verluste bei 218 Gefallenen und 677 Verwundeten lagen. Viele der britischen Schiffe sowie die erbeuteten Schiffe waren schwer beschädigt und mussten dringend repariert werden, bevor sie die Reise zurück nach Großbritannien antreten konnten. Mehr als zwei Wochen lang blieb Nelson in der Bucht von Abukir, führte Reparaturen durch, schrieb Depeschen und schätzte die strategische Lage in Ägypten ein. Am 5. August wurde die Leander mit Berichten über die Schlacht nach Cádiz zu John Jervis entsandt. Am 12. August schlossen die Emerald, die Alcmene und die Bonne Citoyenne zur Flotte auf, gefolgt von der Seahorse und der Terpsichore am 17. August. Die Mutine wurde am 13. August mit Depeschen für die Admiralität abkommandiert und am 14. August entsandte Nelson sieben Schiffe mit den sechs seetüchtigsten Prisen unter dem Kommando von James Saumarez nach Gibraltar. Anschließend ließ Nelson die Heureux, die Mercure und die Guerrier, von denen keines mehr einsatzfähig war, in Brand setzten. Am 19. August trennte Nelson seine verbliebenes Geschwader und segelte mit drei Schiffen nach Norden in Richtung Neapel, während er vor Alexandria ein Blockadegeschwader bestehend aus der Zealous, der Goliath, der Swiftsure und den Fregatten Emerald, Alcmene, Bonne Citoyenne und Seahorse unter Kapitän Samuel Hood zurückließ.
Als am 14. August Napoleon von der Niederlage und der Zerstörung der französischen Flotte erfuhr, war er zunächst bestürzt, da er nun in Ägypten gefangen war. Doch schnell gewann seine Zuversicht wieder die Oberhand.
Nun, meine Herren, jetzt sind wir verpflichtet, große Dinge zu vollbringen; wir werden sie vollbringen. Wir müssen ein großes Reich gründen, und wir werden es gründen. Natürlich trennt uns das Meer, dessen wir nicht mehr Herr sind, von unserer Heimat, aber kein Meer trennt uns von Afrika oder Asien.
Mit der Beseitigung der Französischen Flotte im Mittelmeer konnten die Briten dank ihrer Vorherrschaft in der Region weiter gegen Frankreich vorgehen. Vor Alexandria unterband ein Geschwader unter Kapitän Hood erfolgreich die Kommunikation zwischen Paris und Napoleon in Ägypten. Am 22. August, fing die Alcmene die Légère vor dem Hafen von Alexandria ab und zwang sie zur Kapitulation. Drei Tage später eroberte ein Enterkommando der Goliath die Torride. Am 2. September erreichte die Anémone mit General Camin an Bord die ägyptische Küste. Der Swiftsure und der Emerald gelang es, das Schiff vor dem Einlaufen in den Hafen von Alexandria zu hindern und vor Marabou zu stellen.
Im Oktober wurde das britische Geschwader in Alexandria kurzzeitig durch ein portugiesisches Geschwader (siehe Nossa Senhora da Conceição) verstärkt. Am 19. Oktober erhielt das Geschwader Verstärkung durch zwei osmanische Korvetten, zwei russische Fregatten und 16 kleine osmanische Kanonenboote, die Hood bei einem Besuch auf Rhodos in der Woche zuvor arrangiert hatte. Die Kanonenboote wurden am 25. Oktober zur Bombardierung der Burg von Aboukir und eines französischen Lagers am Maadie-See eingesetzt, jedoch ohne Erfolg. Nach dem ersten Tag wurden die osmanischen Besatzungen durch britische Matrosen ersetzt, aber abgesehen von einer Beschwerde der Franzosen, dass bei dem Angriff „unfaire“ Brandbomben verwendet worden seien, wurde nichts erreicht. Nach drei Tagen wurde die Bombardierung eingestellt und für den Rest des Jahres gab es keine weiteren Aktivitäten an der ägyptischen Küste. Die osmanischen und russischen Schiffe wurden schließlich im Dezember abgezogen.

### Gefecht vor Kreta
Die Leander war am 18. August 1798 vor der Westküste Kretas von der Généreux entdeckt worden, nachdem sie sich am 17. August von Villeneuves Geschwader getrennt hatte. Die Généreux konnte schnell auf die Leander aufholen, worauf es zu einem heftigen Gefecht kam und die Leander nach sechseinhalb Stunden gezwungen war, sich zu ergeben. Kapitän Lejoille genehmigte daraufhin die Plünderung der persönlichen Habe der britischen Besatzung und zwang sie, Reparaturen an beiden Schiffen vorzunehmen – ein Akt, der gegen die gängigen Konventionen der Seekriegsführung verstieß. Auf dem Weg nach Korfu kam es zu einer kurzen Begegnung mit der Mutine, die nach Westen entkam, bevor die Généreux sie stellen konnte.

### Belagerung von Malta
Im September erreichte Saumarez Malta. Dort traf er auf ein Geschwader von vier portugiesischen Linienschiffen unter dem Kommando von Tomás Xavier Teles de Castro da Gama und wurde zunächst nach Alexandria weitergeschickt. Während er vor Malta ankerte und auf günstige Winde wartete, wurde am 25. September eine Delegation maltesischer Staatsbürger an Bord von Saumarez’ Schiff gebracht. Sie teilten mit, dass die Malteser, verärgert über die Auflösung der römisch-katholischen Kirche auf Malta durch die Franzosen, sich gegen die französische Garnison erhoben hätten und sie zur Festung Valletta zurückdrängen würden. Saumarez versuchte, mit Vaubois über die Übergabe der Insel zu verhandeln, wurde jedoch abgewiesen. Da er seine Überfahrt nach Gibraltar nicht länger hinauszögern konnte, überließ Saumarez den Maltesern 1.200 Musketen und versprach, Unterstützung zu schicken, sobald er dazu in der Lage sei. Am 12. Oktober wurden die Franzosen in Valletta von 10.000 maltesischen Freischärlern belagert. Obwohl die Ankunft der Guillaume Tell und zwei Fregatten seine Verteidigung verstärkte, verfügte Vaubois nur über 3.000 gesunde Soldaten.
Am selben Tag, an dem sich die Franzosen nach Valletta zurückzogen, entsandte Nelson die Alexander, die Culloden und die Colossus, um den Hafen unter dem Kommando von Kapitän Alexander Ball zu blockieren. Obwohl sich die Neapolitaner weigerten, Truppen nach Malta zu entsenden, das technisch gesehen ihr Territorium war, stießen innerhalb weniger Tage die portugiesischen Schiffe von da Gama und am 24. Oktober Nelson mit der Vanguard zu dem Geschwader. Vier Tage später ermächtigte Nelson Ball, die Kapitulation der nahe gelegenen Insel Gozo auszuhandeln. Die Franzosen gaben die Befestigungen der Insel auf und die Briten erbeuteten 24 Kanonen und mehrere Tonnen Getreide, das an die maltesische Bevölkerung verteilt wurde. Da die französische Garnison in Valletta gefangen war, fanden im Laufe des Jahres keine weiteren Aktionen vor Malta statt, und beide Seiten stellten sich auf eine lange Belagerung ein.
Während seine Kapitäne im September und Oktober die Blockade von Malta und Alexandria verstärkten, lag Nelson in der Bucht von Neapel vor Anker und genoss die Gastfreundschaft von König Ferdinand und Königin Maria Carolina. Bei ihrer Ankunft am 22. September wurde die Vanguard von mehr als 500 kleinen Schiffen der königlichen Familie begrüßt, angeführt von einer Barkasse mit William und Emma Hamilton. In den nächsten Wochen weilte Nelson als Ehrengast an Hofe, worauf ihm vorgeworfen wurde, er vernachlässige seine Pflichten als Marineoffizier. Zur gleichen Zeit begann er sich in die neapolitanische Politik einzumischen und konnte Ferdinand zum Krieg gegen Frankreich bewegen. Der daraus resultierende Feldzug war eine Katastrophe für die Neapolitaner; die Franzosen gingen zum Gegenangriff über und zwangen Ferdinand und seinen Hof, nach Palermo auf Sizilien zu fliehen. Die Franzosen errichteten in Neapel die Parthenopäische Republik, um die Monarchie zu ersetzen.

### Spanien und Menorca

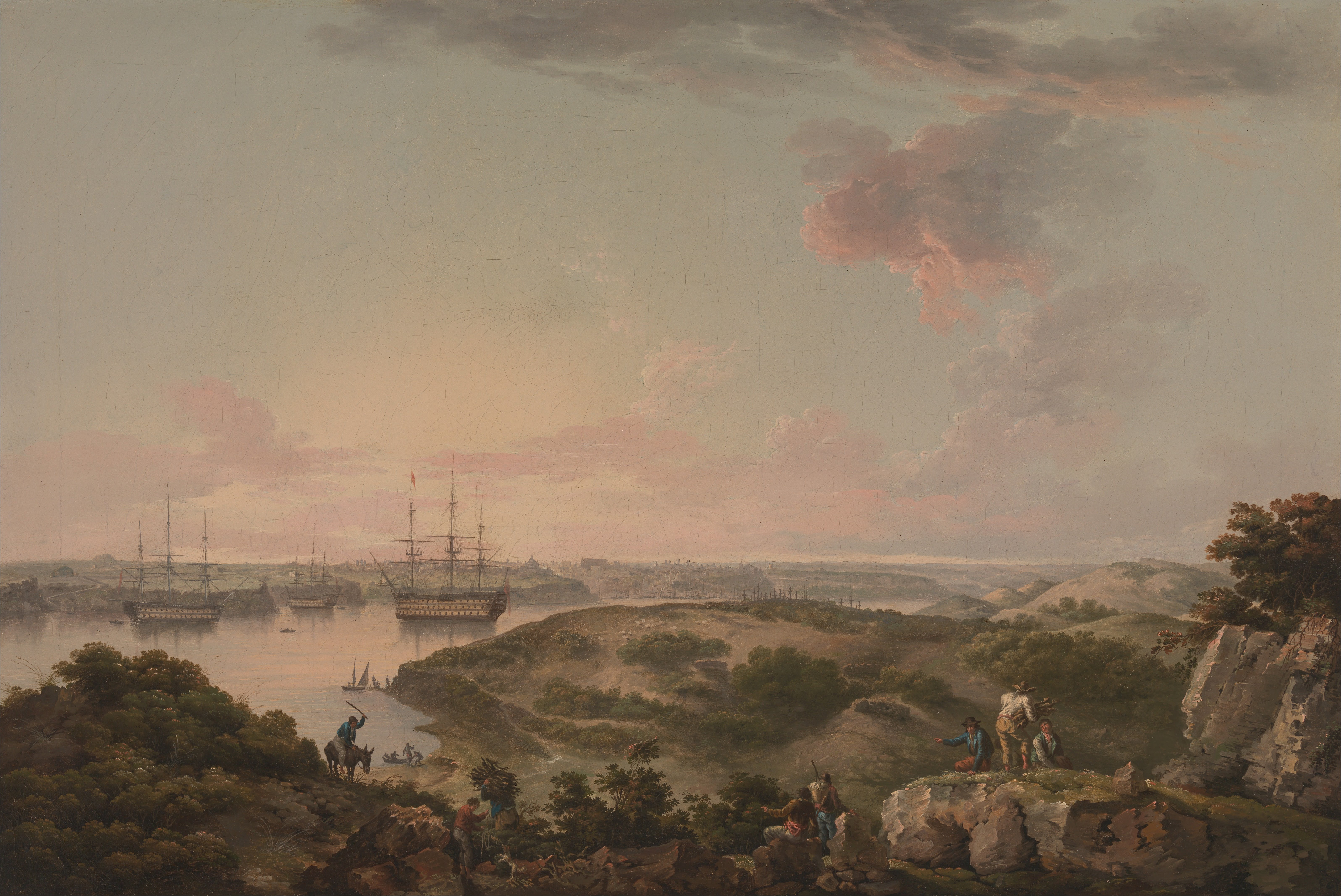
Der Hafen von Maó mit britischem Linienschiff vor Anker

Während sich Nelson im zentralen und östlichen Mittelmeer befand, hatte der Rest der Mittelmeerflotte unter Admiral Jervis ein Eingreifen der spanischen Marine verhindert. Am 24. Mai erhielt Jervis weitere acht Schiffe unter Konteradmiral Roger Curtis. Anschließend ließ er Blockaden vor den südspanischen Häfen errichten, insbesondere vor Cádiz, wo der größte Teil der spanischen Flotte vor Anker lag. Zwischen Jervis und Admiral Jose de Mazarredo y Salazar, dem spanischen Befehlshaber, fand ein regelmäßiger Briefwechsel statt. Die spanische Flotte unternahm im Laufe des Jahres keine größeren Einsätze. Zwar lieferten sich Freibeuter und kleinere Kriegsschiffe mehrere kleine Gefechte entlang der spanischen Mittelmeerküste, doch der einzige nennenswerte spanische Einsatz des restlichen Jahres war der eines in Cartagena stationierten Fregattengeschwaders, das von der HMS Lion abgefangen wurde.
Um die gewonnene Kontrolle im Mittelmeer weiter aufrechtzuerhalten, benötigte die britische Flotte einen Stützpunkt mit einem gut geschützten Tiefwasserhafen, der nicht von Land aus angegriffen werden konnte. Der beste Inselhafen im westlichen Mittelmeer befand sich in Port Mahon auf Menorca, wo es eine große moderne Werft mit umfangreichen Lagerhäusern und einem eigens errichteten Marinekrankenhaus gab. Diese Einrichtungen stammten alle aus britischer Produktion und wurden während der Besatzungszeit der britischen Streitkräfte zwischen 1708 und 1756 sowie zwischen 1763 und 1781 errichtet. Jervis entsandte daher ein Expeditionskorps unter Colonel Charles Stuart auf die Insel. Die Briten trafen am 7. November vor Menorca ein und wurden am Addaya Creek angelandet. Dort wurde ein spanischer Angriff abgewehrt und in den folgenden zwei Tagen rückte die Armee weiter ins Landesinnere vor. Während eine Abteilung unter Colonel Henry Paget Port Mahon einnahm, marschierte Stuart bis auf Ciutadella vor und am 16. November kapitulierte schließlich Juan Nepomuceno de Quesada.